# Vista, California
Vista, California là một thành phố thuộc quận San Diego trong tiểu bang California, Hoa Kỳ. Thành phố có tổng diện tích là 48,377 dặm vuông Anh (125,30 km2). Theo điều tra dân số Hoa Kỳ năm 2010, thành phố có dân số 93.834 người, là thành phố lớn thứ 68 bang California năm 2010.
Vista nằm ở phía bắc quận San Diego, California. Vista được thành lập 28 tháng 1 năm 1963 và trở thành một thành phố điều lệ trên 13 tháng 6 năm 2007. Nằm bảy dặm nội địa từ Thái Bình Dương ở phía bắc quận San Diego, thành phố Vista có khí hậu giống như khí hậu Địa Trung Hải. 
Vista có hơn 25 cơ sở giáo dục cho thanh niên, một ngôi nhà và công viên kinh doanh cho hơn 800 công ty. Vista đã được liệt kê như là nơi tốt thứ bảy tại Hoa Kỳ cho cuộc sống gia đình, dựa trên các yếu tố như công ăn việc làm và cơ hội kinh doanh, giáo dục, khí hậu, và chi phí sinh hoạt trong một đánh giá năm 2008.